# Cyprinion microphthalmum
Cyprinion microphthalmum és una espècie de peix cipriniforme de la família dels ciprínids.